# Algis Oleknavicius
Algis Oleknavicius (Kirchheim unter Teck, 17 de agosto de 1947) é um ex-ciclista alemão que representou a Alemanha Ocidental nos Jogos Olímpicos de Verão de 1972, em Munique, alcançando em vigésimo lugar na prova de contrarrelógio (100 km).